# Kreminský rajón
Kreminský rajón (ukrajinsky Кремінський район) byl rajón v Luhanské oblasti na Ukrajině. Hlavním městem byla Kreminna a rajón měl přibližně 41 tisíc obyvatel. 

## Sídla v rajónu
- Kreminna
- Krasnoričenske